# A cuore freddo
A cuore freddo è un film italiano del 1971 diretto da Riccardo Ghione.

## Trama
Il matrimonio tra il ricco finanziere Enrico e la giovane hippy Silvana non è felice: lei si sente soffocata dall'uomo, lo tradisce con un giovane pittore e si tiene in contatto con i suoi vecchi amici che vivono per strada a Roma. Prima di fare un viaggio in auto con il marito, Silvana scopre che l'uomo porterà con sé parecchio denaro: avvisa allora i suoi amici ed il gruppetto inizia a seguire la macchina dei due.